# Лангар (Кара-Сууский район)
Лангар (кирг. Лангар) — село в Кара-Сууском районе Ошской области Кыргызстана. Входит в состав Наримановского айылного аймака.

## География
Село расположено в северо-западной части области, на левом берегу реки Талдык, на расстоянии приблизительно 36 километров (по прямой) к юго-востоку от города Кара-Суу, административного центра района. Абсолютная высота — 1656 метров над уровнем моря.

## Население
Согласно оценочным данным Национального статистического комитета Кыргызской Республики, численность населения села на начало 2023 года составляла 2222 человека.
| год     | 2009 | 2014 | 2015 | 2020 | 2021 | 2023 |
| ------- | ---- | ---- | ---- | ---- | ---- | ---- |
| человек | 1768 | 1878 | 1910 | 2102 | 2128 | 2222 |